# Zoia Ceaușescu
Zoia Ceaușescu née le 28 février 1949 à Bucarest (Roumanie) et morte d’un cancer du poumon le 20 novembre 2006 dans la même ville est une mathématicienne roumaine. Elle est la fille de Nicolae Ceaușescu, ancien dirigeant de la Roumanie, et de sa femme Elena.

## Quelques publications
Zoia Ceaușescu a écrit 22 articles scientifiques entre 1976 et 1988, dont notamment :
- (en) Ceaușescu Zoia, Vasilescu F.-H., « Tensor products and the joint spectrum in Hilbert spaces », Proceedings of the American Mathematical Society, American Mathematical Society, vol. 72, no 3,‎ 1978, p. 505–508 (DOI 10.2307/2042460, JSTOR 2042460, MR 0509243)
- (en) Ceaușescu, Zoia, « Lifting of a contraction intertwining two isometries », The Michigan Mathematical Journal, vol. 26, no 2,‎ 1979, p. 231–241 (DOI 10.1307/mmj/1029002216, MR 0532324, lire en ligne)
- (en) Arsene Gr., Ceaușescu Zoia, Constantinescu T., « Schur analysis of some completion problems », Linear Algebra and its Applications, vol. 109,‎ 1988, p. 1–35 (DOI 10.1016/0024-3795(88)90195-4, MR 0961563)